# Église Notre-Dame de Gontaud-de-Nogaret
L'église Notre-Dame est une église catholique située à Gontaud-de-Nogaret, en France

## Localisation
L'église est située dans le département français du Lot-et-Garonne, à Gontaud-de-Nogaret.

## Historique
Un prieuré a existé à Gontaud. En novembre 1216, l'évêque d'Agen Arnaud de Rovinha a donné le patronage de l'église de Gontaud à la collégiale du Mas-d'Agenais, avec une partie des dîmes de Saint-Pierre de Nogaret, qui lui était disputée par les religieux de l'abbaye de la Grande-Sauve. L'église a été construite dans le style roman par les moines bénédictins du Mas-d'Agenais, suivant un plan comparable à celui de l'église Saint-Vincent. Il en subsiste le transept et trois absides.
La nef et la façade occidentale sont reconstruites au XIIIe ou XIVe siècle dans le style gothique.
Pendant les guerres de religion, Gontaud est prise par les protestants et l'église est en partie ruinée. La nef et des chapelles ont perdu leurs voûtes. Le mur gouttereau du côté du cimetière est ouvert et une partie de la façade occidentale est démolie.
Une partie de l'église s'effondre en 1633. L'église est relevée et les voûtes sont refaites en 1635. Elle devient alors l'église principale de la paroisse car l'église Saint-Pierre a été détruite. Une sacristie est accolée au chevet en 1666. Des voûtes d'arête sont construites en 1760. La tour nord est démolie en 1776.
Un premier projet de restauration de l'église est proposé par l'architecte Jean-Jules Mondet de Bordeaux, en 1878. La nef de l'église est reconstruite avec des voûtes d'ogive par l'architecte départemental Dupont, de Marmande, en 1881, et terminée en 1882.
Les chapelles ont reçu en 1940 un décor peint de Giovanni Masutti,, peintre d'origine italienne, ayant œuvré dans d'autres églises du département.
L'église est inscrite au titre des monuments historiques le 30 décembre 1925,.